# Dicranomyia (Dicranomyia) laffooniana
Dicranomyia (Dicranomyia) laffooniana is een tweevleugelige uit de familie steltmuggen (Limoniidae). De soort komt voor in het Australaziatisch gebied.